# 8-я танковая дивизия (вермахт)
8-я танковая дивизия (нем. 8. Panzer-Division) — тактическое соединение сухопутных войск вооружённых сил нацистской Германии. Принимала участие во Второй мировой войне. Сформированная в октябре 1939 года на основе 3-й лёгкой дивизии.

## Боевой путь дивизии
В мае-июне 1940 года участвовала во Французской кампании.
В апреле 1941 года участвовала в захвате Югославии.
| № части                | Pz I (pio) | Pz II | Pz 38 (t) | Pz IV | PzBefWg 38(t) | PzBefWg III | Всего |
| ---------------------- | ---------- | ----- | --------- | ----- | ------------- | ----------- | ----- |
| 10-й танковый полк     |            | 49    | 118       | 30    | 7             | 8           | 212   |
| 59-й саперный батальон | 11         |       |           |       |               |             | 11    |
| Всего                  | 11         | 49    | 118       | 30    | 7             | 8           | 223   |

С 22 июня 1941 года — в операции «Барбаросса» в составе 56-го моторизованного корпуса 4-й танковой группы группы армий «Север». Бои в Прибалтике, затем под Ленинградом. 26 июня 1941 года действовала в районе Шауляя, захватила Даугавпилс.
Гейнц Гудериан отметил в своих воспоминаниях «[26 июня] 8-й танковой дивизии группы армий „Север“ удалось овладеть Двинском (Даугавпилс) и захватить в этом районе мосты через р. Западная Двина.»
5 июля 1941 года дивизия вышла к полевым укреплениям «линии Сталина» у д. Лямоны, где держала оборону 181-я латышская стрелковая дивизия. В ходе короткого боя авангард панцерваффе прорвал оборону латышей и ворвался в Красный, где разгромил узел связи и часть тылов 181-й дивизии. Однако, продолжая наступление на Велье, 8-я танковая столкнулась с ожесточенным сопротивлением отходящих советских войск. Два дня ей пришлось сражаться в районе Платишино — Ильинское с 243-м стрелковым полком, сутки на Опочецком направлении — с 195-м стрелковым полком. Более того, в ночь на 7 июля советский боевой отряд из 195-го стрелкового полка с 20 приданными танками 42-й танковой дивизии ворвался в Красный, где двое суток вел бой в окружении, сдерживая наступление 8-й танковой дивизии. Когда, наконец, дивизия смогла наступать, то 24-й советский корпус уже оправился от поражения на старой границе, занял оборону по реке Великой. 8 июля 8-я танковая дивизия атаковала Селихновский мост по направлению к Пушкинским Горам.
На рассвете 9 июля 1941 года 30-й самокатный батальон 30-й пехотной дивизии вермахта на высокой скорости форсировал мост через Великую в центре Опочки, выскочил на Киевское шоссе и вместе с двумя штурмовыми орудиями Stug.III стал продвигаться на Остров и Пушкинские Горы. В 5.18 передовой отряд немцев достиг д. Белки. Этим маневром немцы хотели соединиться с 8-й танковой дивизией в Пушкинских Горах и окружить советские войска, оборонявшиеся по р. Великая.
Трое суток шли ожесточенные бои, в ходе которых немецким танкистам удалось ворваться в Пушкинские Горы. Упорное сопротивление советских войск заставило немецкое командование перебросить 8-ю танковую на Порховское направление. 10-11 июля 24-й стрелковый корпус РККА при поддержке танков 21-го мехкорпуса контратаковал отходящие войска панцерваффе и освободили Пушкинские Горы. В ходе арьергардных боев немцы потеряли часть вооружения и техники, что в дальнейшем негативно сказалось в боях под Сольцами.
В составе 56-го моторизованного корпуса с 10 июля 1941 года участвует в наступательных действиях на Новгородском направлении. В середине июля в результате контрудара советских войск попала в окружение и прорывалась через Сольцы на запад. После прорыва из окружения отведена в тыл.
На 4 сентября 1941 года имела 155 танков.
В 1942 году — бои в районе Холма.
В 1943 году — в составе группы армий «Центр», в июле 1943 года бои на Курской дуге, осенью 1943 — бои на Украине (Киев, Житомир).
В 1944 году — бои на Западной Украине (Тернополь, Броды, Львов). Осенью 1944 — отступила в Словакию, в декабре 1944 — в Венгрию (бои в районе Будапешта).
В 1945 году — дивизия отступила в Моравию, затем в Чехию. В мае 1945 года остатки дивизии после капитуляции Германии сдались в советский плен.

## Состав дивизии
В 1940 году:
- 10-й танковый полк (Panzer-Regiment 10)
- 67-й танковый батальон (Panzer-Abteilung 67)
- 8-я стрелковая бригада
  - 8-й стрелковый полк (Schützen-Regiment 8)
  - 8-й мотоциклетный батальон (Krad-Schützen-Bataillon 8)
- 59-й разведывательный батальон
- 80-й артиллерийский полк (Artillerie-Regiment 80)
- 43-й противотанковый батальон
- 59-й сапёрный батальон (Pionier-Bataillon 59)
- 84-й батальон связи (Nachrichten-Abteilung 84)

В 1943 году:
- 10-й танковый полк (Panzer-Regiment 10)
- 8-й панцергренадёрский полк (Panzergrenadier-Regiment 8)
- 28-й панцергренадёрский полк (Panzergrenadier-Regiment 28)
- 80-й артиллерийский полк (Panzer-Artillerie-Regiment 80)
- 8-й разведывательный батальон (Panzer-Aufklärungs-Abteilung 8)
- 43-й противотанковый дивизион (Panzerjäger-Abteilung 43)
- 286-й дивизион ПВО (Heeres-Flak-Artillerie-Abteilung 286)
- 59-й сапёрный батальон (Panzer-Pionier-Bataillon 59)
- 84-й батальон связи

В 1944 году:
- 10-й танковый батальон
- комбинированный моторизованный полк (с 1 декабря 1944 — 98-й «танково-гренадерский» полк)
- 43-й противотанковый артиллерийский дивизион
- 8-й разведывательный батальон
- 80-й артиллерийский полк
- 286-й зенитный артиллерийский дивизион
- 59-й сапёрный батальон
- 84-й батальон связи

## Командиры дивизии
- генерал-майор Адольф Кунцен, 16 октября 1939 — 20 февраля 1941
- генерал-майор Эрих Бранденбергер, 20 февраля 1941 — 17 января 1943
- генерал-майор Вальтер Нойман, с февраля по май 1941 (на время излечения Эриха Бранденбергера от ран)[5]
- генерал-майор Себастиан Фихтнер, 17 января — 20 сентября 1943
- генерал-майор Готфрид Фрёлих, 20 сентября 1943 — 5 января 1945
- генерал-майор Хайнрих Хакс, 5 января — 9 мая 1945 (сдался в американский плен)

## Награждённые Рыцарским крестом Железного креста

### Рыцарский Крест Железного креста (29)
- Адольф-Фридрих Кунтцен, 03.06.1940 — генерал-лейтенант, командир 8-й танковой дивизии
- Герхард Этцольд, 03.06.1940 — обер-лейтенант, командир взвода 2-й роты 8-го мотоциклетного батальона
- Фридрих Зиберг, 16.06.1940 — оберстлейтенант, командир 10-го танкового полка
- Ганс фрайхерр фон Вольфф,13.07.1940 — капитан, командир 1-го батальона 8-го стрелкового полка
- Александр фон Арентшильдт, 05.08.1940 — капитан, командир 2-й роты 67-го танкового батальона
- Вальтер Нойманн-Зильков, 05.08.1940 — полковник, командир 8-й стрелковой бригады
- Герхард Венденбург, 15.08.1940 — майор, командир 67-го танкового батальона
- Хелльмут Халлауэр, 24.06.1941 — капитан, командир 1-й роты 59-го сапёрного батальона
- Эрих Бранденбергер, 15.07.1941 — генерал-майор, командир 8-й танковой дивизии
- Вильгельм Кризолли, 15.07.1941 — оберстлейтенант, командир 8-го стрелкового полка
- Эрих Фронхёфер, 24.07.1941 — оберстлейтенант, командир 10-го танкового полка
- Юрген фон Флотов, 25.08.1941 — обер-лейтенант, командир 1-й роты 8-го стрелкового полка
- Курт Шёнфельд, 22.09.1941 — обер-фельдфебель, командир взвода 4-й роты 10-го танкового полка
- Хайнц Шнайдер, 22.09.1941 — обер-лейтенант, командир 3-й роты 59-го сапёрного батальона
- Вернер Ман, 08.02.1943 — обер-фельдфебель, командир взвода 2-й роты 10-го танкового полка
- Хелльмут Шмидт, 16.09.1943 — капитан, командир 1-й роты 10-го танкового полка
- Готтфрид Фрёлих, 20.10.1943 — полковник, командующий 8-й танковой дивизией
- Герман Клоос, 13.12.1943 — капитан резерва, командир 3-й роты 8-го разведывательного батальона
- Берндт фон Митцлафф, 20.12.1943 — майор, командир 8-го разведывательного батальона
- Ганс Клоцше, 28.12.1943 — майор, командир 1-го дивизиона 80-го артиллерийского полка
- Вернер Фрибе, 21.04.1944 — полковник, командующий 8-й танковой дивизией
- Вольфганг Бон, 09.12.1944 — капитан, командир 3-го батальона 8-го моторизованного полка
- Курт Шварм, 11.01.1945 — обер-ефрейтор, связной мотоциклист штаба 98-го моторизованного полка
- Франц Грек, 05.02.1945 — унтер-офицер, командир отделения управления 4-й роты 8-го разведывательного батальона
- Генрих Хакс, 08.03.1945 — полковник, командующий 8-й танковой дивизией
- Вальтер Бём, 17.03.1945 — обер-фельдфебель, командир разведывательного патруля 1-й роты 8-го разведывательного батальона
- Ганс-Иоахим Зелль, 14.04.1945 — капитан, командир 8-го разведывательного батальона
- Свен фон Штаусс, 30.04.1945 — капитан резерва, командир 2-го батальона 98-го моторизованного полка
- Эвальд Яннес, 30.04.1945 — обер-ефрейтор 9-й роты 28-го моторизованного полка

### Рыцарский Крест Железного креста с Дубовыми листьями (2)
- Ганс фрайхерр фон Вольфф (№ 61), 16.01.1942 — капитан, командир 1-го батальона 28-го стрелкового полка
- Генрих Хакс (№ 855), 30.04.1945 — генерал-майор, командир 8-й танковой дивизии